# Manuel Dorrego
Manuel Dorrego (Buenos Aires, 11 de juny, 1787 - Navarro, província de Buenos Aires, 13 de desembre, 1828) va ser un militar i polític argentí que va participar en la guerra d'independència i a les guerres civils argentines. Es va destacar com un dels principals referents del naixent federalisme rioplatense i va ser governador de la Província de Buenos Aires en dues oportunitats: el 1820 i entre 1827 i 1828. Va ser enderrocat per les forces unitàries del general Juan Lavalle, derrotat en la batalla de Navarro i afusellat per orde del mateix Lavalle.

## Vida i política
Dorrego era fill un comerciant portuguès, i de María de la Ascensión Salas. Es va matricular al Real Col·legi de San Carlos el 1803, i es va traslladar a la Real Universitat de San Felipe de la Capitania General de Xile per continuar els seus estudis. Va donar suport als primers passos de la Guerra d'Independència de Xile el 1810, que va portar a la destitució de les autoritats colonials espanyoles i a l'establiment de la primera Junta del Govern de Xile.
Es va traslladar a les Províncies Unides del Río de la Plata (actual Argentina), i es va unir a l'Exèrcit del Nord, sota el comandament de Manuel Belgrano. Va lluitar en les batalles de Tucumán i Salta, resultant ferit en ambdues. Va ser sancionat per Belgrano per promoure un duel. Com a conseqüència, no va participar en les batalles de Vilcapugio i Ayohuma, dues derrotes de l'Exèrcit del Nord, i Belgrano va lamentar més tard l'absència de Dorrego d'elles.
Dorrego es va oposar a la invasió luso-brasilera de la Banda Oriental, animada per Juan Martín de Pueyrredón per contrarestar la influència de José Gervasio Artigas. Va ser exiliat per Pueyrredón, i es va quedar algun temps a Baltimore (Estats Units). Va estudiar federalisme als Estats Units, i va pensar que cada estat d'un país havia de tenir una certa autonomia, rebutjant la forta centralització en un únic govern que buscava Pueyrredón. Durant aquest temps va escriure les Cartas apologéticas, criticant el suport de Pueyrredón a la invasió luso-brasilera.
Va tornar a Buenos Aires el 1819, arran de la marxa de Pueyrredón. Va ser nomenat governador interí, i va lluitar contra els exèrcits d'Alvear, Carrera i Estanislao López. Tot i així, se li va resistir a la ciutat, i el nomenament estable com a governador va ser donat en canvi a Martín Rodríguez. Va ser desterrat de nou i es va traslladar a l'Alt Perú. Va conèixer Simón Bolívar a Quito i va donar suport a les seves idees d'unificar tot el continent en una federació gegant.
Dorrego va tornar a Buenos Aires poc temps després i va treballar a la legislatura de Buenos Aires a l'Assemblea Constituent de 1826. Va donar suport fermament a un sistema federal de govern i va criticar el sufragi qualificat. Tanmateix, la Constitució de 1826 va promoure un govern centralitzat fort i un sufragi qualificat.
Dorrego es va oposar al govern de l'unitari Bernardino Rivadavia, que va ser nomenat primer president de l'Argentina, i va expressar les seves crítiques al diari "El Tribuno". Resistents per totes les províncies, Rivadavia va dimitir com a president, i el vicepresident Vicente López y Planes també. Ja no tenint cap d'estat nacional, la legislatura va nomenar Dorrego com a governador de la província de Buenos Aires. Va prendre mesures per donar suport als pobres, promoure una organització federal del país i va posar fi a la guerra argentino-brasilera.

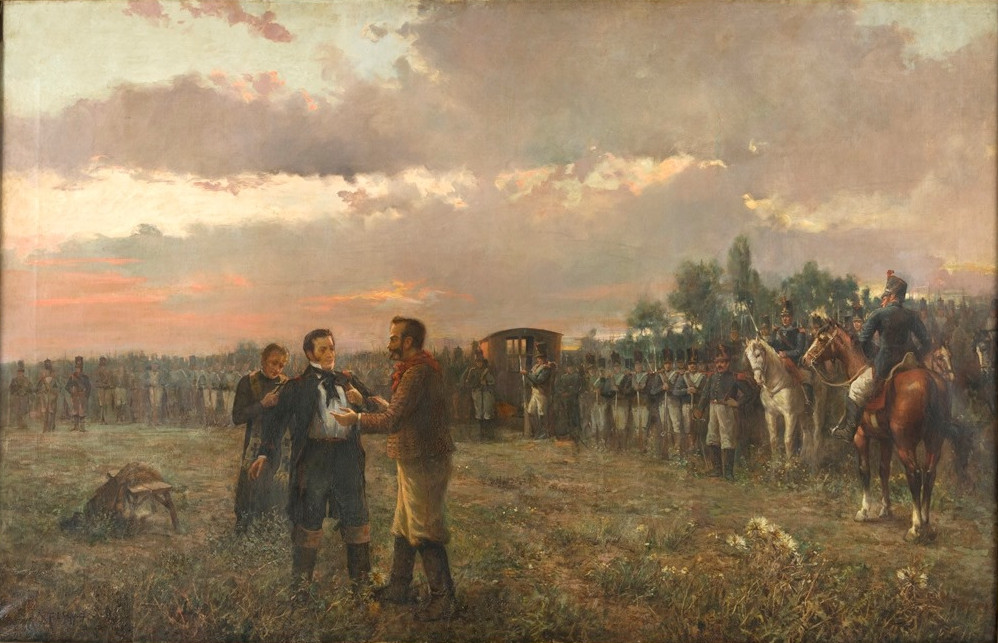
Afussellament de Dorrego

Les tropes argentines estaven descontentades amb Dorrego perquè acceptava les condicions imposades per la diplomàcia britànica malgrat les seves victòries militars en el conflicte. Encoratjat pel partit unitari, Juan Lavalle va liderar un cop d'estat contra Dorrego l'1 de desembre de 1828. Dorrego va abandonar la ciutat i va organitzar les seves forces al camp. Va ser derrotat, i després executat per Lavalle. Lavalle va tancar la legislatura i va iniciar un període de violència política contra els federals, però va ser derrotat i obligat a dimitir per Juan Manuel de Rosas, que va restaurar les institucions que existien abans del cop d'estat de Lavalle.